# 매트 도일
매트 피넨 도일(Matthew Finnen Doyle, 1987년 5월 13일 ~ )은 미국의 배우, 가수이다.

## 영화
- 프라이빗 로미오 (2011년) - 글렌 맨건 역